# Porto d'Adda
Porto d'Adda (Port in dialetto brianzolo, AFI: [ˈpɔrt]) è una frazione del comune italiano di Cornate d'Adda. Fu comune autonomo fino al 1870, quando venne aggregato al comune di Cornate.

## Origine del nome
Prima che fosse costruito il Naviglio, Porto d'Adda, era una specie di piccolo porto. Difatti le merci come pietre, carbone, legna ecc., che arrivavano con le barche dal Lago di Como, erano costrette a fermarsi a Brivio e continuare via terra fino a Porto d'Adda, per via del pezzo di fiume insidioso tra Brivio e Porto d'Adda dove era impossibile navigare. Arrivate a Porto le merci venivano nuovamente caricate sulle barche e trasportate via fiume fino alla capitale della Lombardia, Milano.
Da qui deriva il nome Porto d'Adda.

## Storia
Registrato agli atti del 1771 come un villaggio milanese di 191 abitanti, alla proclamazione del Regno d'Italia nel 1805 l'abitato di Porto risultava avere 228 residenti. Nel 1809 un regio decreto di Napoleone determinò la soppressione dell'autonomia municipale per annessione a Cornate, ma gli austriaci annullarono poi il provvedimento al loro ritorno. Il Comune di Porto crebbe poi discretamente, tanto che nel 1853 risultò essere popolato da 435 anime, salite a 460 nel 1861, un anno prima che il borgo assumesse il nome attuale. Fu infine un regio decreto di Vittorio Emanuele II del 1870 a decidere la definitiva soppressione del municipio, riproponendo l'antico modello napoleonico ed ecclesiastico annettendolo a Cornate.

## Monumenti e luoghi d'interesse
Sull'Alzaia, cioè la sponda destra, del fiume Adda troviamo:
- Centrale idroelettrica Esterle
- Centrale idroelettrica Bertini
- Ecomuseo di Leonardo.
- Santuario della Madonna della Rocchetta.
- Chiesa di San Giuseppe affrescata dal pittore Vanni Rossi